# 颜正安
颜正安（Ann Yen，1957年—），祖籍江苏无锡，出生于上海，美籍华人女画家、制片人，前美国驻上海总领事季瑞達之妻。她的二舅公是著名教育家顾毓琇。

## 生平
颜正安1973年起就在上海电影制片厂、南京前线话剧团做演员，1978年毕业于上海戏剧学院表演系。其后决定出国留学，在上海外国语大学参加英语培训，并结识了当时任外教的季瑞达。之后，她以文化部首派公派赴美留学计划中唯一的一个电影专业留学生身份赴美国留学，获纽约大学电影学院艺术硕士。并就读于美国纽约艺术学生同盟油画专业，曾从师陈丹青、陈逸飞。在纽约期间，她再次与季瑞达相逢，1985年两人结婚。1986年起在《国家地理》杂志任栏目编辑。1992年至1993年间曾任新加坡义安理工学院影视系讲师。1994年至1999间又任《探索频道》中方制片人。
丈夫来到中国任外交官后，她便辞去工作随丈夫一同来到成都。2005年季瑞达出任美国驻上海总领事后，她也随即出任美国驻沪总领事夫人团主持人、上海美国妇女俱乐部荣誉主席。期间，她还应其在纽约大学电影学院时的师兄李安之邀，在其导演的电影《色，戒》中演出一正在打麻将的贵妇。
另外，作为一名画家，2000年至今颜正安已在北京、香港、上海、无锡等地开办过多次个人画展。